# Orthosia bimaculatus
Orthosia bimaculatus là một loài bướm đêm trong họ Noctuidae.